# ニコラ・ド・クレシー
ニコラ・ド・クレシー（Nicolas de Crécy、1966年9月29日 - ）は、フランスのバンド・デシネ作家（漫画家）および原作者、イラストレーター。

## 経歴
1984年マルセイユにて応用芸術のバカロレアを取得した後、クレシーはアングレームの高等視覚芸術院（École Supérieure de l'Image）のバンド・デシネクラス第1学年の一員となり、1987年に卒業。続いてセーヌ＝サン＝ドニ県モントルイユのウォルト・ディズニー・アニメーション・フランスで画家／デザイナーとして働くが、すぐにバンド・デシネに身を捧げることを選び、1991年に最初の単行本『フォリガット』を出版すると瞬く間に批評家の歓迎を受ける。
さらに『天空のビバンドム』第1巻や、アングレームで出会ったシルヴァン・ショメと組み『ア・シュイーヴル』（À Suivre）に連載した『レオン・ラ・カム』シリーズ などを手がけ、『レオン・ラ・カム』第2巻は1998年のアングレーム国際バンドデシネ・フェスティバルで最優秀アルバム賞（l'Alph-Art du Meilleur Album）に輝くこととなる。同じ頃、『老婦人とハト』（La Vieille Dame et les Pigeons、1998年）も制作している。2003年にはショメのアニメーション映画『ベルヴィル・ランデブー』（Les Triplettes de Belleville）の公開に伴って論争が起こった。クレシーの作品を模倣したと、アニメーションの専門家たちが批判したのである。
クレシーはバンド・デシネにおいて、素晴らしい絵画の技法と複雑かつ皮肉のこもったシナリオ技法を用いて、様々な道を探究してきた。直截的な色遣いで1ページごとに作画方法を変えた『天空のビバンドム』、ラフなタッチでテンポよく仕上げたモノクロ作品『ムッシュ・フルーツ』、セリフを用いずに描いた『プロソポピュス』などである。またルーヴル美術館とフュチュロポリスが共同編集した『氷河期』は数々の賞を獲得した。2006年には日仏共同による『JAPON』（飛鳥新社）に、日本滞在の体験を描いた20ページのモノクロ作品『新しき神々』（Le Nouveaux Dieux）を寄稿。2007年の始めにはこれを大幅に加筆した『あるおばけの日記』が出版された。2014年には漫画誌『ウルトラジャンプ』にて、書き下ろし作品『プロレス狂想曲』を連載する。ニコラ・ド・クレシーは、彼の属する世代の中で最も優れた作家の一人であると認識されている。
他に、クレシーはヴィラ九条山レジデンス（京都）2008年度招聘アーティストの一人でもある。

## 作品

### シリーズ
- 天空のビバンドム (Le Bibendum Céleste、1994年-2002年、全3巻)
- レオン・ラ・カム (Léon la Came、シルヴァン・ショメ原作、1995年-1998年、全3巻)
  1. 麻薬のレオン(Léon la Came、1995年)
  2. 醜く哀れで病気持ち(Laid Pauvre et Malade、1997年)
  3. 僕らのために祈る(Priez pour Nous、1998年)
- ムッシュー・フルーツ (Monsieur Fruit、1995年-1996年、全2巻)
- サルヴァトール (Salvatore、2005年-2010年、全4巻)
  1. 交通愛好家(Transports Amoureux、2005年)
  2. 大いなる旅立ち(Le Grand Départ、2006年)
  3. 波乱の旅路(La Traversée Mouvementée、2009年)
  4. ブレストへの帰還(Retour à Brest、2010年)

### 単巻
- フォリガット (Foligatto、アレクシオス・チョヤス原作、1991年)
- デッサン (Dessins、1995年)
- 大きな悪いオオカミの夜 (La Nuit du Grand Méchant Loup、1998年)
- 近視の喜び (Plaisir de Myope、1999年)
- 道路の王様 (Le Roi de la Piste、2001年)
- モノグラフ (Monographie、2003年)
- プロソポピュス (Prosopopus、2003年)
- 挽きたてのコーヒー (Cafés Moulus、2004年）
- 奇妙な人々 (Des Gens Bizarres、2004年)
- 氷河期 (Période Glaciaire、2005年) ※ルーヴル美術館とフュチュロポリス社の共同出版
- ブルーベリージャム (De la Confiture de Myrtilles、ラファエル・メルツ原作、2005年)
- 寄港 (Escales、2006年)
- あるおばけの日記 (Journal d'un Fantôme、2007年)
- プロレス狂想曲 (仏題：La République du Catch、2014年)[2]

### その他の作品
- リスボン－空想旅行 (Lisbonne, Voyage Imaginaire、画文集、ラファエル・メルツとの共著、2002年)
- ニューヨーク＝シュル＝ロワール　(New-York-sur-Loire、画文集、2005年)
- 手回しオルガン (L'Orgue de Barbarie、映画のイメージ・ボード集、ラファエル・メルツとの共著、2007年)

## 受賞歴
- Prix du Lion, Centre belge de la Bande dessinée, 1992
- Prix spécial du jury, Festival de Sierre (スイス), 1996
- Prix Max und Moritz (優秀外国アルバム賞、ドイツ), 1993
- Prix Alph'Art du Meilleur Album, Festival d'Angoulême, 1998
- Prix de l'École de l'image d'Angoulême, 2001
- Prix du journal Le Point, 2005
- Prix des libraires de BD, 2006
- Prix Virgin-Mégastore de la meilleure BD, 2006

## 日本での出版
- 『天空のビバンドム』（原正人訳、飛鳥新社、2010年11月、ISBN 4864100446）
- 『氷河期』（大西愛子訳、小池寿子監修、小学館集英社プロダクション、2010年11月、ISBN 4796870806）
- 『サルヴァトール』（大西愛子訳、小学館集英社プロダクション、2012年6月、ISBN 4796871144）
- 『レオン・ラ・カム』（原正人訳、エンターブレイン、2012年9月、ISBN 4047280860）
- 『フォリガット』（原正人訳、パイ インターナショナル、2013年10月、ISBN 4756244157）
- 『プロレス狂想曲』（原正人訳、集英社、2015年4月、ISBN 4088901495）